# 鮑公馬路
鮑公馬路（葡萄牙語：Estrada de D. João Paulino），為澳門南區的一條主要街道，以天主教澳門教區第十六任主教鮑理諾（D. João de Paulino）命名。

## 地理位置
- 位於主教山及媽閣山之坡路，雙向行車。
- 上接西望洋馬路，下接媽閣上街。
- 媽閣和主教山之主要直達通道。若不取此道，則需繞行至西灣民國大馬路和衣灣斜巷。

## 逸事
- 鮑公馬路、衣灣斜巷及西望洋馬路旁住宅為澳門的豪宅集中區，居住者多為政商要人。政府總部和葡國領事官邸[1]均建於附近。
- 現任全國政協副主席、第一任行政長官何厚鏵之政協副主席官邸坐落於此馬路旁[2]。

## 資料來源
1. ↑  葡國領事官邸 城市指南 的存檔，存档日期2009-05-09.
2. ↑  何厚鏵準備辦公室履新 澳門日報 的存檔，存档日期2010-03-18.